# میمون مصر
میمون مصر (نام علمی: Aegyptopithecus zeuxis) نام یک گونه از راسته نخستی‌سانان است.